# Le Vaumain
Le Vaumain is een gemeente in het Franse departement Oise (regio Hauts-de-France) en telt 344 inwoners (2004). De plaats maakt deel uit van het arrondissement Beauvais.

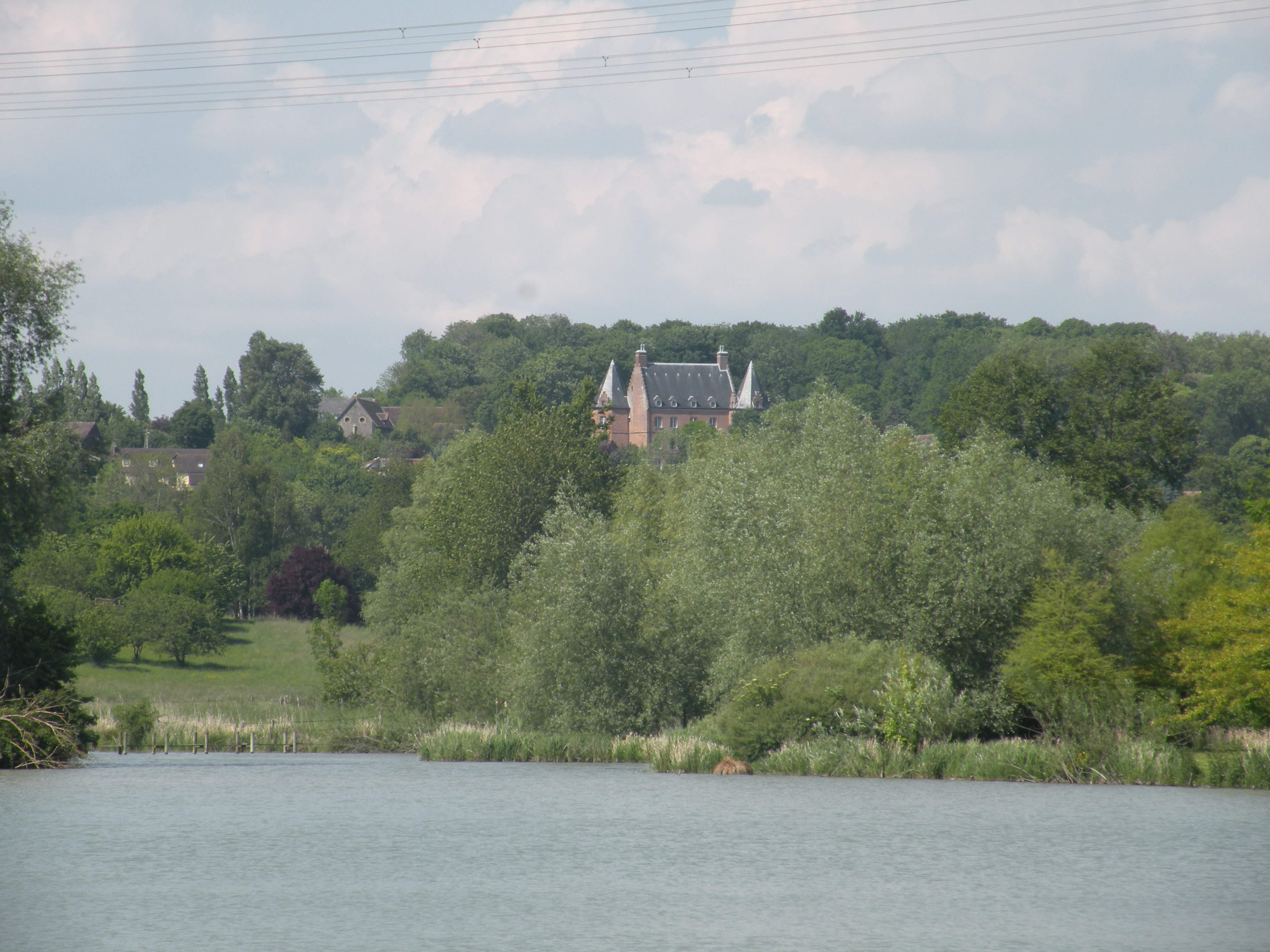
Kasteel van Le Vaumain
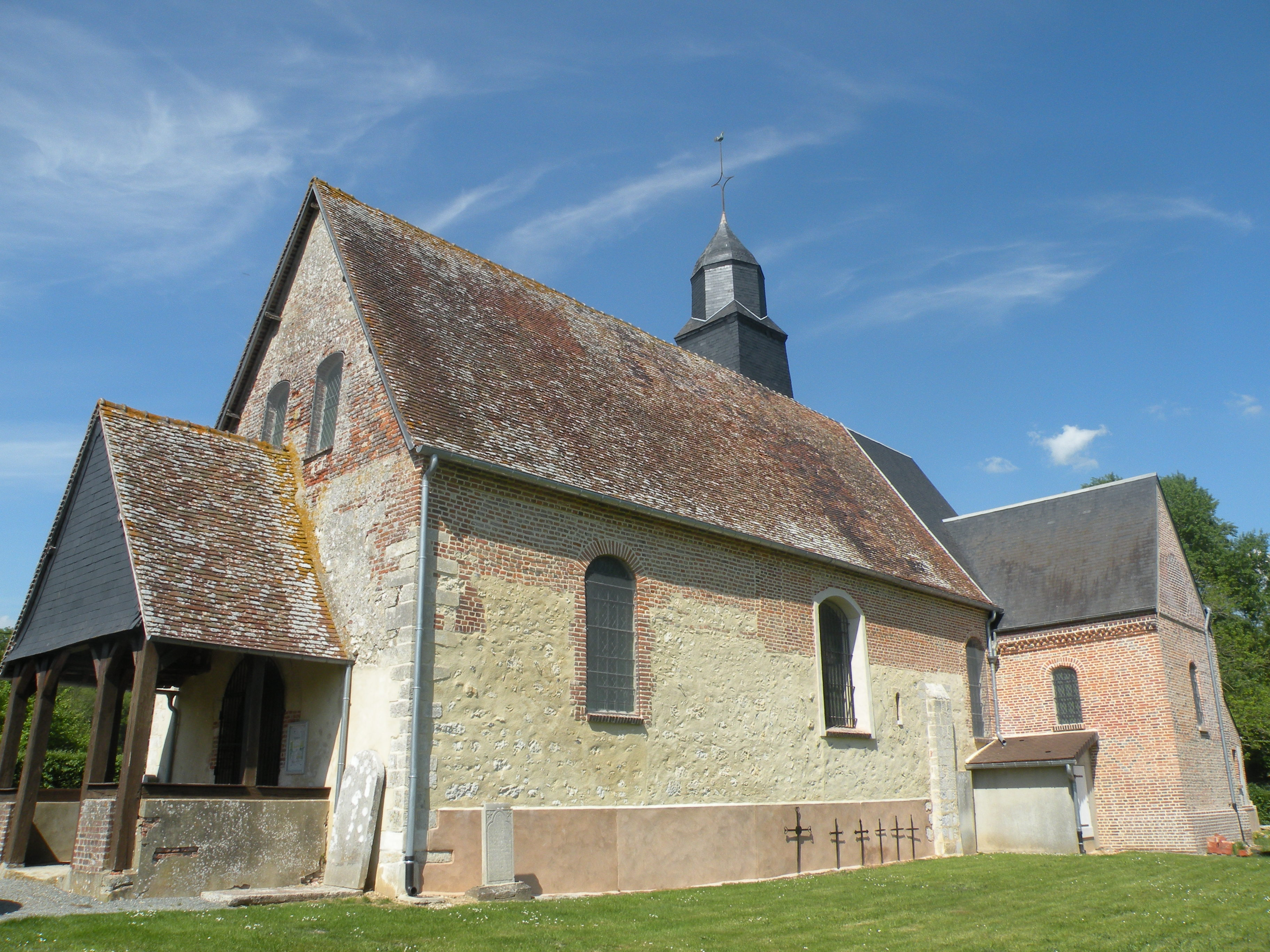
Kerk in Le Vaumain
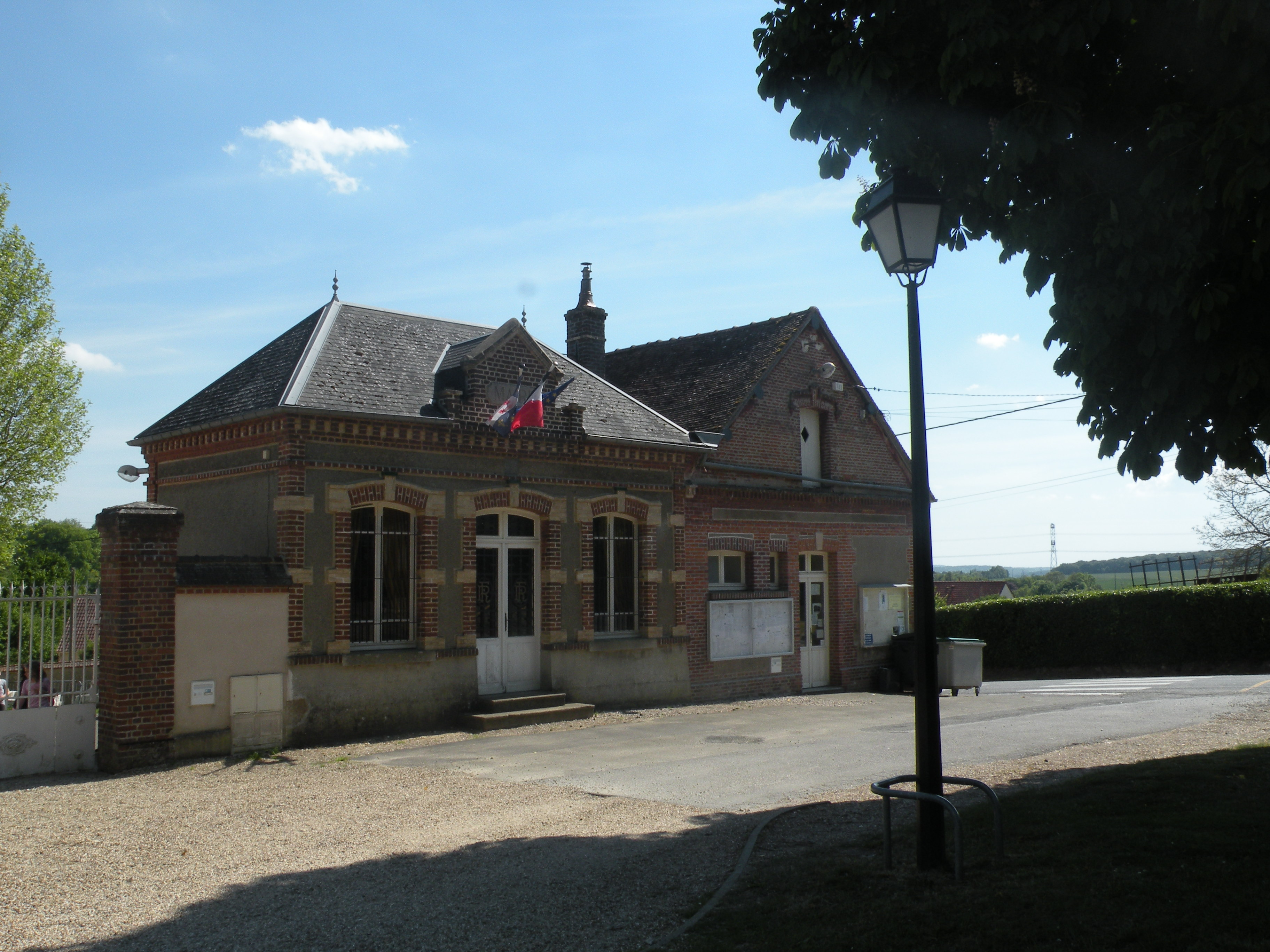
Gemeentehuis

## Geografie
De oppervlakte van Le Vaumain bedraagt 8,2 km², de bevolkingsdichtheid is 42,0 inwoners per km².
De onderstaande kaart toont de ligging van Le Vaumain met de belangrijkste infrastructuur en aangrenzende gemeenten.

## Demografie
Onderstaande figuur toont het verloop van het inwonertal (bron: INSEE-tellingen).